# Berzo Inferiore
Berzo Inferiore – miejscowość i gmina we Włoszech, w regionie Lombardia, w prowincji Brescia.
Według danych na rok 2004 gminę zamieszkiwało 2206 osób, 105 os./km².